# Zhou Chengzhou
 (octobre 2023).
La mise en forme du texte ne suit pas les recommandations de Wikipédia : il faut le « wikifier ».
Les points d'amélioration suivants sont les cas les plus fréquents. Le détail des points à revoir est peut-être précisé sur la page de discussion.
- Les titres sont pré-formatés par le logiciel. Ils ne sont ni en capitales, ni en gras.
- Le texte ne doit pas être écrit en capitales (les noms de famille non plus), ni en gras, ni en italique, ni en « petit »…
- Le gras n'est utilisé que pour surligner le titre de l'article dans l'introduction, une seule fois.
- L'italique est rarement utilisé : mots en langue étrangère, titres d'œuvres, noms de bateaux, etc.
- Les citations ne sont pas en italique mais en corps de texte normal. Elles sont entourées par des guillemets français : « et ».
- Les listes à puces sont à éviter, des paragraphes rédigés étant largement préférés. Les tableaux sont à réserver à la présentation de données structurées (résultats, etc.).
- Les appels de note de bas de page (petits chiffres en exposant, introduits par l'outil «  Source ») sont à placer entre la fin de phrase et le point final[comme ça].
- Les liens internes (vers d'autres articles de Wikipédia) sont à choisir avec parcimonie. Créez des liens vers des articles approfondissant le sujet. Les termes génériques sans rapport avec le sujet sont à éviter, ainsi que les répétitions de liens vers un même terme.
- Les liens externes sont à placer uniquement dans une section « Liens externes », à la fin de l'article. Ces liens sont à choisir avec parcimonie suivant les règles définies. Si un lien sert de source à l'article, son insertion dans le texte est à faire par les notes de bas de page.
- La présentation des références doit suivre les conventions bibliographiques. Il est recommandé d'utiliser les modèles {{Ouvrage}}, {{Chapitre}}, {{Article}}, {{Lien web}} et/ou {{Bibliographie}}. Le mode d'édition visuel peut mettre en forme automatiquement les références.
- Insérer une infobox (cadre d'informations à droite) n'est pas obligatoire pour parachever la mise en page.

Pour une aide détaillée, merci de consulter Aide:Wikification.
Si vous pensez que ces points ont été résolus, vous pouvez retirer ce bandeau et améliorer la mise en forme d'un autre article.
Zhou Chengzhou (chinois simplifié: 周承舟; né le 28 décembre 1982) est un réalisateur et photographe chinois,,. 
Il s'intéresse depuis longtemps aux problématiques liées au bien-être mental et spirituel des individus, axant ses recherches et ses activités professionnelles sur ces maladies. Sa théorie artistique tourne également autour des concepts d'industrie, d'urbanisation et de marginalisation. Le travail de Zhou en tant qu'artiste, cinéaste et écrivain met en scène l'aliénation - entre les personnes, les lieux et une "culture plus vaste et homogénéisée",.

## Début de la vie
Lorsque Zhou avait 7 ans, son père lui a enseigné l'utilisation d'un appareil photo argentique et la manière de produire des photos plus nettes, ce qui a suscité le début de son amour pour la photographie. À l'époque, il le faisait uniquement pour le plaisir et n'avait aucune intention d'en faire sa carrière.
Après avoir obtenu son diplôme en langue et littérature chinoises de l'Université de Pékin en 2005, il a consacré plusieurs années au développement de chaussures. Cependant, c'est pendant cette période que son amour pour la photographie a été réveillé lorsqu'il a pris plus de 200 000 photos des chaussures pour les promouvoir en ligne. Cela a renforcé ses compétences en photographie.
En 2015, il s'est davantage tourné vers la photographie, affinant ses compétences à travers diverses expériences, notamment en travaillant sur le plateau d'une émission de télévision et en réalisant des prises de vue lors Semaine de la mode de Paris en 2016. Il est ensuite devenu officiellement photographe et a embrassé une carrière derrière l'objectif, capturant des images de vastes projets d'ingénierie et d'infrastructures ferroviaires à grande vitesse en utilisant des drones. Avec l'accumulation de son expérience, il cherche à se démarquer des concepts traditionnels de la photographie et à développer son propre style.

## Biographie
Il se concentre principalement sur la production et l'étude d'œuvres liées à la conscience spirituelle. Son travail met en évidence l'écart entre les individus et une culture universelle plus vaste, tout en abordant les thèmes de l'industrialisation, de l'urbanisation et de la marginalisation.

## Récompenses et honneurs
- Les Lensculture Summer open Awards 2022, Lauréat [7],[8]
- Le 1x photo awards 2017/18, Gagnant [9]
- Prix d'art Aesthetica 2019 et 2023, Finaliste [10]
- Photofest avec le prix National Geographic 2019, gagnant
- Prix de la photographie d'art Lensculture 2018, Finaliste [11]
- 5ème Prix FAPA, Finaliste [12]

## Carrière cinématographique
Son premier film, "Sub-subconscient", est sorti en 2020 et a remporté le prix du meilleur long métrage décerné par le public au 13e festival del cinema patologico. Il a également remporté le prix du jury au LA Underground Film Forum. Il a été nommé par Adirondack Film Festival, et Jelly Film Festival.
Il a achevé la réalisation de son deuxième film., Unreflex Land, en 2021.
Il achève la réalisation de son premier long métrage, Time provider, en 2022.

## Filmographie
| Année | Titre                | Réalisateur | Scénariste |
| ----- | -------------------- | ----------- | ---------- |
| 2020  | Sous-subconscient    | Oui         | Oui        |
| 2021  | Terre irréflexe      | Oui         | Oui        |
| 2022  | Fournisseur de temps | Oui         | Oui        |
| 2022  | Le paradis des temps | Oui         | Oui        |
| 2022  | Transport de briques | Oui         | Oui        |
| 2023  | Les iris fleurissent | Oui         | Oui        |
| 2023  | Armure Hung          | Qui         | Qui        |

## Des expositions
- The Brink - Exposition à Ugly Duck, 2023[16]
- Exposition LensCulture - Exposition à la Somerset House, Photo Londres 2023 [17],[18]
- Times paradise - Aesthetica Art Prize 2023 Exposition à la York Art Gallery, 2023 [19],[20]
- Paradis du temps - 798 Art Zone, GAZ IDÉAL, 2023 [1],[21]
- Où sont passées les poubelles - Exposition au Today Art Museum, 2020 [22]
- Au-delà des frontières - Exposition LensCulture à Aperture Gallery 2019 [23],[24]
- Under the Consciousness - Aesthetica Art Prize 2019 Exposition à la York Art Gallery, 2019 [25]
- A Planet In Balance - Photofest avec la galerie sponsorisée par National Geographic 2019 [26],[27]
- Nature multidimensionnelle - Festival international de la photographie de Pingyao, 2017

## Ouvrages
- VISION MAGAZINE PRINTEMPS 2023 No.190 Culture - Tout en errant, en jouant [28]
- Avenir maintenant, 2023 [29]
- X, 1X, 2018 (ISBN 9789-1979-1847-3) [30]
- Avenir maintenant, 2019 [31]
- Vie vulgaire et chant élégant, Mondrian à la chinoise , P232-233, 2015, (ISBN 978-7-115-41109-9) [32]